# Persone di nome Lothar
| Questa pagina contiene informazioni ricavate automaticamente dalle voci biografiche con l'ausilio del template Bio e di un bot. L'aggiornamento è periodico e automatico e ricostruisce completamente la pagina. Se manca una persona in questa lista, sei pregato di non aggiungerla, ma accertati piuttosto che la sua voce biografica contenga il template Bio e che i dati anagrafici siano correttamente compilati. Se il template Bio manca, inseriscilo tu stesso o, in alternativa, metti l'avviso {{tmp\|Bio}} che ne segnala la mancanza. Se i dati riportati sono sbagliati, correggi direttamente la voce biografica; le modifiche saranno visibili in questa lista entro pochi giorni. Per chiarimenti vedi il progetto antroponimi. La lista contiene solo le 52 persone che sono citate nell'enciclopedia e per le quali è stato implementato correttamente il template Bio. Pagina aggiornata al 22 gen 2025. |

Questa è una lista di persone presenti nell'enciclopedia che hanno il nome Lothar, suddivise per attività principale.

## Allenatori di calcio(6)
- Lothar Hause, allenatore di calcio e ex calciatore tedesco orientale (Lübbenau/Spreewald, n. 1955)
- Lothar Huber, allenatore di calcio e ex calciatore tedesco (Kaiserslautern, n. 1952)
- Lothar Kurbjuweit, allenatore di calcio e ex calciatore tedesco orientale (Seerhausen, n. 1950)
- Lothar Matthäus, allenatore di calcio e ex calciatore tedesco (Erlangen, n. 1961)
- Lothar Osiander, allenatore di calcio tedesco (Monaco di Baviera, n. 1939)
- Lothar Sippel, allenatore di calcio e ex calciatore tedesco (Gottinga, n. 1965)

## Ammiragli(1)
- Lothar von Arnauld de la Perière, ammiraglio tedesco (Posen, n. 1886 - Le Bourget, † 1941)

## Arcivescovi cattolici(2)
- Lothar Anselm von Gebsattel, arcivescovo cattolico, teologo e nobile tedesco (Würzburg, n. 1761 - Mühldorf am Inn, † 1846)
- Lothar Friedrich von Metternich-Burscheid, arcivescovo cattolico tedesco (Lussemburgo, n. 1617 - Magonza, † 1675)

## Artisti(1)
- Lothar Baumgarten, artista tedesco (Rheinsberg, n. 1944 - Berlino, † 2018)

## Astronomi(1)
- Lothar Kurtze, astronomo tedesco (n. 1972)

## Attori(1)
- Lothar Müthel, attore tedesco (Berlino, n. 1896 - Francoforte sul Meno, † 1964)

## Avvocati(1)
- Lothar de Maizière, avvocato, musicista e ex politico tedesco (Nordhausen, n. 1940)

## Calciatori(10)
- Lothar Budzinsky, calciatore tedesco (Duisburg, n. 1886 - † 1955)
- Lothar Emmerich, calciatore e allenatore di calcio tedesco (Dortmund, n. 1941 - Hemer, † 2003)
- Lothar van Gogh, calciatore olandese (Sukabumi, n. 1888 - Cimahi, † 1945)
- Lothar Haack, ex calciatore tedesco orientale (n. 1941)
- Lothar Kobluhn, calciatore tedesco (Oberhausen, n. 1943 - † 2019)
- Lothar Meyer, calciatore tedesco orientale (n. 1934 - Berlino, † 2002)
- Lothar Richter, calciatore tedesco (Chemnitz, n. 1912 - † 2001)
- Lothar Ulsaß, calciatore tedesco (Hannover, n. 1940 - † 1999)
- Lothar Vetterke, calciatore tedesco orientale (n. 1932 - † 1998)
- Lothar Woelk, ex calciatore tedesco (Recklinghausen, n. 1954)

## Compositori(1)
- Lothar Kempter, compositore e direttore d'orchestra svizzero (Lauingen, n. 1844 - Vitznau, † 1918)

## Direttori d'orchestra(1)
- Lothar Zagrosek, direttore d'orchestra tedesco (Otting, n. 1942)

## Discoboli(1)
- Lothar Milde, ex discobolo tedesco (Halle, n. 1934)

## Fotografi(1)
- Lothar Wolleh, fotografo tedesco (Berlino, n. 1930 - Londra, † 1979)

## Generali(3)
- Lothar Debes, generale tedesco (Eichstätt, n. 1890 - Bergisch Gladbach, † 1960)
- Lothar Joseph Dominik von Königsegg-Rothenfels, generale e diplomatico austriaco (Vienna, n. 1673 - Vienna, † 1751)
- Lothar Rendulic, generale austriaco (Wiener Neustadt, n. 1887 - Fraham, † 1971)

## Illustratori(1)
- Lothar Meggendorfer, illustratore tedesco (Monaco, n. 1847 - Monaco, † 1925)

## Lottatori(1)
- Lothar Metz, lottatore tedesco (Meerane, n. 1939 - Rostock, † 2021)

## Magistrati(1)
- Lothar Kreyssig, giudice tedesco (Flöha, n. 1898 - Bergisch Gladbach, † 1986)

## Matematici(1)
- Lothar Collatz, matematico tedesco (Arnsberg, n. 1910 - Varna, † 1990)

## Militari(2)
- Lothar Fendler, militare tedesco (Breslavia, n. 1913 - Stoccarda, † 1983)
- Lothar Sieber, militare e aviatore tedesco (Dresda, n. 1922 - Stetten am kalten Markt, † 1945)

## Orientalisti(1)
- Lothar Ledderose, orientalista e storico dell'arte tedesco (Monaco di Baviera, n. 1942)

## Pistard(3)
- Lothar Claesges, pistard tedesco (Krefeld, n. 1942 - Krefeld, † 2021)
- Lothar Stäber, ex pistard tedesco (Erfurt, n. 1936)
- Lothar Thoms, pistard tedesco (Guben, n. 1956 - Forst, † 2017)

## Politici(2)
- Lothar Bisky, politico tedesco (Zollbrück, n. 1941 - Lipsia, † 2013)
- Lothar Späth, politico tedesco (Sigmaringen, n. 1937 - Stoccarda, † 2016)

## Presbiteri(1)
- Lothar König, presbitero e filosofo tedesco (Stoccarda, n. 1906 - Monaco di Baviera, † 1946)

## Registi(2)
- Lothar Mendes, regista, sceneggiatore e attore inglese (Berlino, n. 1894 - Londra, † 1974)
- Lothar Warneke, regista, sceneggiatore e attore tedesco (Lipsia, n. 1936 - Brandeburgo, † 2006)

## Religiosi(1)
- Walter Markgraf, religioso tedesco (Svizzera, n. 1865 - Fiandre, † 1915)

## Scacchisti(2)
- Lothar Schmid, scacchista tedesco (Dresda, n. 1928 - Bamberga, † 2013)
- Lothar Vogt, scacchista tedesco (Görlitz, n. 1952)

## Storici(1)
- Lothar Gall, storico tedesco (Lötzen, n. 1936 - Wiesbaden, † 2024)

## Velocisti(2)
- Lothar Knörzer, ex velocista tedesco (Karlsruhe, n. 1933)
- Lothar Krieg, ex velocista tedesco (Darmstadt, n. 1955)

## Senza attività specificata(1)
- Lothar Hermann, superstite dell'Olocausto tedesco (Quirnbach, n. 1901 - Buenos Aires, † 1974)